# Bobby Davison
Robert „Bobby“ Davison (* 17. Juli 1959 in South Shields) ist ein ehemaliger englischer Fußballspieler und aktueller -trainer. Der Stürmer war in den 1980ern Publikumsliebling und Torjäger von Derby County, bevor es ihn zu Leeds United zog, wo er später mit zwei Einsätzen in der Saison 1991/92 einen geringen Anteil am Gewinn der englischen Meisterschaft hatte. Zwischen 2008 und 2009 war er Trainer des ungarischen Klubs Ferencváros Budapest, nachdem dieser von einem englischen Unternehmer übernommen worden war.

## Profikarriere

### Erste Stationen (1980–1982)
Davison war zunächst in regionalen Spielklassen für die Seaham Red Stars aktiv, bevor ihn im Juli 1980 mit Mick Buxton der damals bei Huddersfield Town aktive Trainer verpflichtete. In seinem einzigen Jahr für den Drittligisten blieben die Einsätze aber zumeist auf die Reservemannschaft beschränkt und bei nur zwei Gelegenheiten durfte er sich in Profiligaspielen beweisen. Am 30. August 1980 stand er gegen Rotherham United als Ersatz für Steve Kindon erstmals in der Startelf; es folgte im späteren Saisonverlauf nur noch eine Einwechslung. Für 20.000 Pfund ließ ihn Huddersfield schließlich im August 1981 zum Viertligisten Halifax Town ziehen.
Bei dem von Mickey Bullock trainierten Team führte er sich bei seinem Debüt mit einem Treffer im Ligapokalhinspiel gegen Leicester City (1:2) viel versprechend ein und mit 20 Ligatoren in der Saison 1981/82 entwickelte er sich zum treffsichersten Schützen seines Klubs. Auch zu Beginn der anschließenden Spielzeit zeigte er sich in guter Form. Seinem ersten Dreierpack in der Football League Trophy gegen Hartlepool United folgten weitere drei Tore beim 4:2-Erfolg gegen den FC Wimbledon im November 1982 – Davisons wohl bester Partie für die „Shaymen“. Dies weckte insgesamt Begehrlichkeiten bei höherklassigeren Klubs und Anfang Dezember 1982 fiel die Wahl auf Derby County. Halifax konnte sich trotz des enttäuschenden Abgangs seines damals besten Spielers mit einem vergleichsweise hohen Transfererlös trösten, der den finanziell klammen Klub angeblich auch vor dem kurz bevorstehenden Bankrott rettete.

### Derby County (1982–1987)
Als Peter Taylor, als Kotrainer und Weggefährte von Brian Clough bereits zwischen 1967 und 1973 bei Derby County beschäftigt, 1982 ein weiteres Mal und nun als Cheftrainer zu den „Rams“ stieß, war Davison seine erste – zudem ausgesprochen günstige – Verpflichtung. Schnell zeigte sich dieser als Glücksgriff und als Torjäger war er in fünf aufeinander folgenden Jahren treffsicherster Schütze seiner Mannschaft. Nach drei ersten Einwechslungen entwickelte er sich mit Schnelligkeit, kämpferischer Einstellung und nicht zuletzt vielen Toren zum Publikumsliebling. Für seinen Ex-Klub Halifax Town hatte er zuvor in der Saison 1982/83 gleich drei Mal in den zwei Ligapokalpartien gegen Derby getroffen, was nicht zuletzt mitentscheidend für die Kaufentscheidung gewesen sein mag. Die 26 Pflichtspieltore in der Spielzeit waren zudem die beste Ausbeute eines Spielers von Derby County seit der Zeit von Ray Straw 26 Jahre zuvor.
Im Gegensatz zu seinen persönlichen Erfolgen enttäuschten die Mannschaftsleistungen aber insgesamt und 1984 stieg Derby County sogar in die drittklassige Third Division ab. Unter dem neuen Trainer Arthur Cox erlebte man dann wieder glücklichere Zeiten und zwischen 1985 und 1987 setzte Derby County unterstützt von insgesamt 36 Davison-Ligatoren in zwei Jahren zum direkten Durchmarsch in die oberste englische Spielklasse an. Den Avancen von Erstligaklubs hatte sein Verein dabei in der Zweitliga-Meistersaison 1986/87 – dabei vor allem von Seiten des FC Watford – noch widerstanden, aber im November 1987 wechselte er für eine Ablösesumme in Höhe von 350.000 Pfund zum Zweitligisten Leeds United. Dabei war der Beginn der Spielzeit 1987/88 mit nur einem Tor in 13 Ligaspielen für Davison in Derby etwas enttäuschend verlaufen, aber die Transferentscheidung hinterließ beim eigenen Anhang große Enttäuschung. Als er in der Saison 1991/92 noch einmal kurzzeitig auf Leihbasis zurückkehrte, bestätigte er mit acht Toren in zehn Liga-/Pflichtspielen – darunter war sein 100. Treffer für Derby – seinen Status als „Legende“ des Vereins. Weiteres Zeichen dafür war seine Konstanz zur Mitte der 1980er Jahre die Tatsache gewesen, dass er in 105 Ligapartien ohne Unterbrechung aufgelaufen war.

### Leeds United (1987–1992)
Bei Leeds United war Davison Teil des von Trainer Billy Bremner initiierten Kaderumbaus und spätestens als Howard Wilkinson Bremner im September 1988 nachfolgte, war er Schlüsselspieler der „Whites“. In der Saison 1988/89 war er mit 14 Ligatoren treffsicherster Schütze und im Jahr darauf steuerte er zehn weitere Tore zum Aufstieg in die höchste englische Spielklasse bei. Wie in Derby war Davisons Zeit dort aber erneut nicht von Erfolgen geprägt und er verlor in der Saison 1990/91 seinen Stammplatz an den Neuzugang Lee Chapman. In der Rangordnung hinter Chapman und Rod Wallace platziert, bestritt er fünf Ligapartien in der Spielzeit und hatte damit nur marginalen Anteil daran, dass sein Klub einen guten fünften Platz erreichte. Dies änderte sich auch nicht in der Meisterschaftssaison 1991/92 – hier verzeichnete er nur zwei statistisch wenig bedeutende „Joker“-Einsätze. Stattdessen half er in seinem letzten Vertragsjahr in Leeds als Leihspieler aus, wozu neben der bereits erwähnten Kurzrückkehr nach Derby noch ein Engagement beim Ligakonkurrenten Sheffield United ab März 1992 gehörte.

### Karriereausklang (1992–1996)
Im August 1992 wechselte er für eine Ablösesumme von 50.000 Pfund zum zweitklassigen Klub Leicester City, wo er jedoch seine vormaligen Torjägerqualitäten nicht mehr abrufen konnte. Nach lediglich sechs Ligatoren in knapp 15 Monaten ging er im November 1993 ablösefrei ein weiteres Mal zu Sheffield United, das sich in der Premier League im Abstiegskampf befand und diesen letztlich verlor. Davison hatte dabei enttäuscht und war ohne eigenes Tor geblieben. Nach wenigen Wochen in der folgenden Saison 1994/95 ging es im Oktober 1994 eine weitere Spielklasse tiefer zum Drittligisten Rotherham United. Dort war er mit 21 Ligaspielen nach längerer Durststrecke einmal wieder integraler Bestandteil einer Mannschaft, der er mit seiner Erfahrung sowie vier Toren kurzzeitig weiterhelfen konnte. Der mittlerweile 36-jährige Davison absolvierte noch ein Ligaspiel für Rotherham in der Saison 1995/96. Dazu kam ein Leihgeschäft mit dem ebenfalls in der dritten Liga aktiven Hull City, bevor er sich nach dort elf weiteren Einsätzen aus dem Profifußballbereich der Football League verabschiedete.
Davison heuerte im Juli 1996 bei Ex-Klub Halifax Town an, das mittlerweile in der semiprofessionellen Football Conference angekommen war. In der Mannschaft von John Carroll konnte er aber keinen dauerhaften Stammplatz für sich beanspruchen, schoss nur ein Tor und wechselte beim AFC Guiseley ins Trainerfach, während er noch bis in die Saison 1999/2000 hinein parallel für den neuen Klub als Spieler auflief.

## Traineraktivitäten
Ursprünglich ab 1997 nur im Trainerstab des AFC Guiseley arbeitend, übernahm Davison im Februar 1998 das Chefrolle in dem Team, das in der Northern Premier League Premier Division kickte. Kurz nach dem Abstieg in der Saison 1999/2000 trat er im Oktober 2000 von diesem Posten zurück. Zu seinen nächsten Aufgaben gehörten ab Juni 2004 die des Trainerassistenten von Colin Todd bei Bradford City und im Februar 2008 als Teil des Trainerstabs von Sheffield United.
Nach der Übernahme der Fußballabteilung des ungarischen Klubs Ferencváros Budapest durch den Eigentümer von Sheffield United kam Davison im April 2008 etwas überraschend zu seiner ersten Cheftraineranstellung im Profifußball. Gemeinsam gelang dem mittlerweile in die Zweitklassigkeit abgestiegenen Traditionsverein die Rückkehr in die erste Liga, was aber trotzdem nicht der Beginn einer längerfristigen Arbeitsbeziehung darstellte. Im Oktober 2009 endete Davisons Engagement in Ungarn; stattdessen startete er im November 2010 bei Leeds United eine neue Aufgabe als Jugendtrainer. Dazu begann er, dem englischen U-19-Nationaltrainer Noel Blake zu assistieren.